# Ewerton
Ewerton Paixão da Silva (ur. 28 grudnia 1996 w Macapie) – brazylijski piłkarz występujący na pozycji skrzydłowego, od 2024 roku zawodnik czeskiego Baníka Ostrawa.